# Micreumenes crassipunctatus
Micreumenes crassipunctatus är en stekelart som beskrevs av Gusenleitner 2000. Micreumenes crassipunctatus ingår i släktet Micreumenes och familjen Eumenidae. Inga underarter finns listade i Catalogue of Life.